# ママレード・ボーイ
『ママレード・ボーイ』（Marmalade Boy）は、吉住渉による漫画作品。集英社の少女漫画誌『りぼん』にて1992年5月号から1995年10月号まで連載された。1994年から1995年にかけてテレビアニメ化、アニメの前日譚に当たるストーリーが劇場アニメ化、2001年に台湾で実写ドラマ化されたほか、2018年には日本で実写映画化された。2017年8月時点で累計発行部数は1000万部を突破している。全編に渡ってトレンディドラマが繰り広げられる。
2013年には続編である『ママレード・ボーイ little』が連載された。

## あらすじ
小石川 光希は、ある日いきなり両親から「離婚する」ことを告げられる。ハワイ旅行で出会った松浦夫婦と気が合い、母親がその夫と、父親がその妻と恋に落ちたため、お互いパートナーを交換して再婚するのだと言う。しかも、松浦夫妻の息子の松浦 遊も含めて、みんなで一緒に暮らそうとまで言い出す始末。そんな非常識な生活の中、一緒に暮らす遊に惹かれ始めていく。
やがて二人は付き合うようになるが、遊は「自分の本当の父親」を探していた。そして両親たち4人がハワイ旅行で出会ったのではなく、学生時代からの友人であったことを知り、自分と光希が「血のつながった兄妹」である可能性を疑うようになる。遊は光希に別れを告げて、進学先を「京都工業大学」に決める。
大学に進学しても遊を忘れられない光希は遊に会うために京都に行くが、遊は「彼女がいる」と嘘をつく。しかし、夏季休みで帰省した際、気持ちを抑えきれなくなった遊は自分達が「兄妹」であることを光希に打ち明ける。最後の思い出として北九州への旅行をした二人は、たとえ禁断の関係であっても結婚することを誓い合う。
帰宅した二人は両親たちから「過去についての真実」を聞かされる。

## 登場人物

### 主要人物
「声」はテレビアニメ版の担当声優、「演」は、実写映画版の担当俳優。
小石川光希（こいしかわ みき）
声 - 國府田マリ子 / 演 - 桜井日奈子
主人公。私立桐稜大学附属高等学校1年生（アニメでは2年生からスタート）→2年生→3年生→大学生。身長152cm。3月28日生 おひつじ座、血液型はA型。
元気で明るく少し子供っぽい性格。1歳までロンドンで生まれ育った帰国子女。料理の腕前は母親譲りであまり良くない。英語の成績もあまり良くない。テニス部所属。黒髪の肩までのセミロング（物語終盤で髪を切る）だが、ポニーテールにしていることが多い。
過去の中学時代に銀太のことが好きだったが、行き違いから結果的に銀太にこっぴどく振られる形になってしまう。仲直りして良き友人になったが、それ以降銀太に恋愛感情を持つことはなくなった。
その後、両親の離婚・ダブル再婚によって、同居生活することになった遊に惹かれる。ほどなくして両親達には内緒で付き合うことになる。
松浦遊（まつうら ゆう）
声 - 置鮎龍太郎 / 演 - 吉沢亮
もう一人の主人公。松浦夫妻の息子。6月3日生まれの双子座、血液型はB型。
美少年で、成績優秀、スポーツ万能、さらに料理上手。そのため、多くの女性に好意を持たれた。一見気障に見えるが、自分の本心をさらけ出せない所があり、親友や彼女といった特別な存在を持たない億劫な一面があった。しかし中学時代に亜梨実に好意を寄せられ、推しの強さに負け3カ月の期間限定で亜梨実と付き合うことになる。しかし、亜梨実には特別な恋愛感情を持つことができなかった。
その後、両親の離婚・ダブル再婚によって同居生活を送ることになった光希に惹かれるようになり、恋人同士になる。
中学時代はテニス部所属で、しかも銀太より上手。
建築に関心があり、磯崎新の建築作品を巡っている。高校卒業後、建築を学ぶために京都工業大学へと進学する。

### 光希と遊の両親
小石川仁（こいしかわ じん）
声 - 田中秀幸 / 演 - 筒井道隆
光希の父親で銀行員。
松浦（小石川）留美（まつうら るみ）
声 - 川浪葉子 / 演 - 檀れい
光希の母親。要士と再婚し、後妻となった遊の義母。料理はかなり下手。化粧品会社勤務（アニメでは、洋酒メーカー勤務）。旧姓：児嶋。
松浦要士（まつうら ようじ）
声 - 島田敏 / 演 - 谷原章介
遊の父親で商社マン。数学が得意で、光希に宿題を教えたこともある。
小石川（松浦）千弥子（こいしかわ ちやこ）
声 - 江森浩子 / 演 - 中山美穂
遊の母親。仁と再婚し、後妻となった光希の義母。洋酒メーカー勤務（アニメでは、化粧品会社勤務）。旧姓：並木。
※上記4人は劇中光希に「両親S（りょうしんず）」と命名される。

### 私立桐稜大学附属高等学校
須王銀太（すおう ぎんた）
声 - 金丸淳一 / 演 - 佐藤大樹
光希の友人で、クラスメイト。一本気で直情的な性格。4月10日生まれのおひつじ座、血液型はO型。
中学時代、光希のことが好きだったにも関わらず、ふとした行き違いから光希を振ったような形になり、その後仲直りしてからはよい友人関係を続けているものの、光希のことが長い間好きだった。遊の恋敵的存在。
後にテニス部所属で、同学年の中ではエースの実力者。後に亜梨実と恋仲になる。
秋月茗子（あきづき めいこ）
声 - 山崎和佳奈 / 演 - 優希美青
光希の自慢の親友で、クラスメイト。文芸部所属。10月28日生まれのさそり座、血液型はA型。
背中までのロングヘアでパーマをあてている（中学生の時はストレートヘア）美人でミステリアスな性格、口調も丁寧で大人っぽく人当たりもよいが、気が強い面もある。文学少女で、初めて書いた小説で賞を取っている。好きな作家はジョン・アップダイク。
豪邸に住むお嬢様だが家庭環境は複雑であり（いわゆる仮面夫婦）、たびたび凄まじい罵りあいが始まるほど険悪で、そのことから精神的に苦悩する日々を送っていた。それゆえに、光希から両親Sの愚痴を聞かされても動じず、羨ましいと思うほど。
名村慎一とは恋仲→婚約関係。名村と恋仲にあることを親友の光希にも隠していた（遊には、不本意に知られてしまった）。だが、自身が両親の罵りあいに堪りかねて家を飛び出し、名村のアパートへ駆け込んだ所を近所に目撃されたことがきっかけとなり学校に発覚、数日間の自宅謹慎を言い渡された。
名村と別れた後、三輪から好意を持たれるが名村が忘れられず、高校卒業後は両親から勘当される形で名村のいる広島へ行き、ヨリを戻した（アニメでは一度断られたが、三輪が名村に向かって彼女を巡る殴り合いを止める形で復縁した）。その後入籍して、広島のマンションで2人で暮らしている。
三輪悟史（みわ さとし）
声 - 太田真一郎 / 演 - 藤原季節
桐稜学園高校の生徒会長で、後に桐稜大学の学生になる。父親は建築家。すずの従兄弟。長身・長髪の美形で、女好き。茗子に好意を持ち、強引にアタックする。
一時期、遊と一緒にいることが多いことから「遊とは同性愛関係ではないか」という噂が立っていた。
いて座のAB型。
名村慎一（なむら しんいち）
声 - 古谷徹 / 演 -  竹財輝之助
光希達のクラス担任で、茗子の彼氏。広島県出身。担当教科は英語。男子テニス部顧問。うお座のA型。茗子とは高校の図書館で出会う。8歳違いの茗子と恋をしたことについて「まいったなあ。おれロリコンかなあ」とぼやきつつ真剣に愛している。
頼りない面があるが、生徒からの信望は厚く、慕われている。愛称なっちゃん。アニメでは、桃井亮子とは元同級生、大学卒業後は母校の教師になった。
茗子と密かに付き合い、二人の関係が発覚して責任を取る形で教師を辞めて学校を去った後、故郷の広島へ帰り、実家の不動産屋を継いでいるが、後に高校を卒業して彼を追いかけてきた茗子と結婚する。

### 私立榊学園高等学校
鈴木亜梨実（すずき ありみ）
声 - 久川綾 /  演 - 遠藤新菜
遊の元彼女。シャギーの入ったショートカットヘアで快活な性格の美人。男子生徒からは「あーちゃん」と呼ばれかなり人気があり、ファンクラブまであった。私立榊学園高等学校に通っている。
性格は活発で気が強い。陸上部所属。高校卒業後は、桐稜大学へ進学する。
長い間、遊が好きだったため、3カ月の期間限定で交際するように。だが、「やっぱり好きになれない」と別れを告げられ、遊に怒りを爆発させ「あんたは一生 マトモな恋愛なんてできないわよ！」とぶちまけた。
後に、失恋の傷を癒すうちに銀太と恋人になる。
獅子座のO型。
六反田務（ろくたんだ つとむ）
声 - 田中一成
銀太の従兄弟で、銀太とは犬猿の仲。かに座のB型。
亜梨実が大好きで、小学校の頃から彼女に対してストーカー行為をしている。遊と銀太を勝手にライバル視しているが、遊には全く相手にされていない。亜梨実と同じ高校で、テニス部所属。
遊と銀太とのダブルスに敗れ、丸坊主になる。
高校卒業後は榊学園の大学へと進む。
アニメでは高瀬弥生という恋人が出来る。

### その他
佐久間すず（さくま すず）
声 - 丹下桜
悟史の父方の従兄妹（※母親は悟史の父の妹）。かわいらしい外見の中学生で、売れっ子美少女モデル。
無邪気で、思いこみの激しい性格。綺麗なものが好きで常にカメラを持ち歩いては写真に撮っている。一目惚れした遊と茗子をカップルにしたがっていた。その後、楽器屋で蛍と会いその名前を気に入り、蛍を追いかけまわす。
てんびん座のB型。
土屋蛍（つちや けい）
声 - 石田彰
光希のバイト先の同僚。光希より1歳下。
ピアノが得意で、高校でもピアノ科に所属しているが、周りのしがらみや嫉妬に嫌気がさし、高校を休学して通っていなかった。
光希に惚れるが、振られる。
みずがめ座のAB型。
茗子の両親
声 - 梁田清之（父親）、阿部道子（母親）
2人とも会社を経営する資産家だが、夫婦仲は険悪で互いに愛人がいる。しかも世間体と経済的事情により家庭内別居の状態でもある。娘が名村と付き合っていることを苦々しく思っており、親子との仲も険悪である。
原作では本人たちは登場せず、アニメでも長らく声だけの登場で、正式に顔を見せたのは57話のみであった。後に茗子と名村の結婚を認める。

### アニメオリジナルキャラクター
桃井亮子（ももい りょうこ）
声 - 浦和めぐみ
光希たちのクラスの副担任で、美人な国語教師。不祥事で退職した名村に代わり、光希たちのクラスの担任になる。女子テニス部顧問。生徒たちから人気がある。
大学卒業後、母校の教師になった。
クラスメイトだった名村に片想いしているが、彼の気持ちを知って身を引く。
木島拓路（きじま たくじ）
声 - 山口健
遊のバイト先の古着屋の店長。肩まで伸ばした髪とサングラスが特徴。
名村と桃井とは高校時代からの友人で、先輩と後輩の間柄。実は原作でも登場している。
高瀬弥生（たかせ やよい）
声 - 井上美紀
六反田の彼女。第42話にて登場、第48話では別の男が好きだったが、振られた直後に六反田と再会、以後付き合う。
北原杏樹（きたはら あんじゅ）
声 - 井上喜久子
遊の幼馴染。通称はアンで、遊だけが呼ぶ。穏やかな感じの美少女で、病弱である。遊との出会いは、遊が小学校6年の頃、父・要士の問題で1人沈んでいた時、杏樹が背後から『赤毛のアン』の本を、『赤毛のアン』の作中でアンがギルバート・ブライスの頭を石版で叩いた逸話に倣って叩き、振り向かせたのがきっかけである。遊に好意を持っているが…。おとめ座のA型。
マイケル
声 - 緑川光
光希たちの家にホームステイに来たアメリカ出身の留学生。
明るくて物怖じしない性格で、日本の色々なものに興味を示す。光希に惚れるも振られ、最終的に杏樹と親しくなった模様。
ブライアン
声 - 森川智之
遊の留学先でのクラスメイト、マイケルの兄。ジニーのことが好きでジニーを巡って遊と衝突するが、最終的にはドリスと付き合う。
ウィル
声 - 檜山修之
遊の留学先でのクラスメイト兼ルームメイト。フルネームはウィリアム・マシスン。
おとなしく、繊細な性格の反面、意外と芯は強い。遊に対して意味深な態度をとるが…。
ドリス
声 - 新山志保
遊の留学先でのクラスメイト。ブライアンに気がある様子。
ジニー
声 - 小山裕香
遊の留学先でのクラスメイト。アメリカ美人で、遊に好意をもち積極的にアプローチを繰り返すが、最終的にはウィルと付き合う。
ガストマン
声 - 松井摩味（ガストマンG）、永島由子（ガストマンα）、新山志保（ガストマンZ）、佐藤智恵（ガストマンΩ）、丸尾知子（ガストマンβ）
劇場版のみ登場。ヒーロー物ごっこをしてる子供達で、光希のことを「タオル怪人コイシカワ」と呼ぶ。

## 書誌情報

### 単行本
- 吉住渉 『ママレード・ボーイ』 集英社〈りぼんマスコットコミックス〉、全8巻
  1. 1992年12月8日発売[2]、ISBN 4-08-853641-X
  2. 1993年6月15日発売[3]、ISBN 4-08-853668-1
  3. 1993年10月15日発売[4]、ISBN 4-08-853692-4
  4. 1994年4月15日発売[5]、ISBN 4-08-853726-2
  5. 1994年9月14日発売[6]、ISBN 4-08-853752-1
  6. 1995年2月15日発売[7]、ISBN 4-08-853780-7
  7. 1995年8月8日発売[8]、ISBN 4-08-853809-9
  8. 1996年2月15日発売[9]、ISBN 4-08-853839-0

### 完全版
- 吉住渉 『ママレード・ボーイ』 集英社〈集英社ガールズコミックス〉、全6巻
  1. 2004年3月発行、ISBN 4-08-855107-9
  2. 2004年4月発行、ISBN 4-08-855108-7
  3. 2004年5月発行、ISBN 4-08-855109-5
  4. 2004年6月発行、ISBN 4-08-855110-9
  5. 2004年7月発行、ISBN 4-08-855111-7
  6. 2004年8月発行、ISBN 4-08-855112-5

### 文庫版
- 吉住渉 『ママレード・ボーイ』 集英社〈集英社文庫〉、全5巻
  1. 2008年5月16日発売[10]、ISBN 978-4-08-618731-2
  2. 2008年5月16日発売[11]、ISBN 978-4-08-618732-9
  3. 2008年7月18日発売[12]、ISBN 978-4-08-618733-6
  4. 2008年7月18日発売[13]、ISBN 978-4-08-618734-3
  5. 2008年8月8日発売[14]、ISBN 978-4-08-618735-0

### 小説
- 吉住渉（原作） / 影山由美 『ママレード・ボーイ』 集英社〈コバルト文庫〉、全10巻
  1. 1994年7月発行、ISBN 4-08-611872-6
  2. 1994年9月発行、ISBN 4-08-611893-9
  3. 1994年11月発行、ISBN 4-08-614013-6
  4. 1994年12月発行、ISBN 4-08-614033-0
  5. 1995年3月発行、ISBN 4-08-614056-X
  6. 1995年4月発行、ISBN 4-08-614073-X
  7. 1995年7月発行、ISBN 4-08-614105-1
  8. 1995年10月発行、ISBN 4-08-614124-8
  9. 1995年12月発行、ISBN 4-08-614156-6
  10. 1996年3月発行、ISBN 4-08-614176-0
- 吉住渉（原作） / きりしま志帆（著） 『ママレード・ボーイ 映画ノベライズ』 集英社〈集英社オレンジ文庫〉、2018年3月20日発売[15]、ISBN 978-4-08-680186-7
- 吉住渉（原作） / はのまきみ （著） / 浅野 妙子（脚本） 『ママレード・ボーイ 映画ノベライズ みらい文庫版』 集英社〈集英社みらい文庫〉、2018年3月23日発売[16]、ISBN 978-4-08-321428-8

### 画集
- 『ママレード・ボーイ 吉住渉イラスト集』1995年1月発行、ISBN 4-08-855091-9

## テレビアニメ
アニメは朝日放送と東映動画の共同制作により、テレビ朝日（当時ANB）系列（フルネット局）にて1994年3月13日から1995年9月3日まで放送されたほか、系列外ではテレビ岩手（日本テレビ系列）、チューリップテレビ、山陰放送（いずれもTBS系列、後者はスポンサードネット）、クロスネット局ではテレビ宮崎（フジテレビ系列（メイン）・日本テレビ系列（NNNのみ）との3系列クロス）で時差ネット放送された。全76話。タイトル表記は中点「・」が「♥」の『ママレード♥ボーイ』。
『新メイプルタウン物語 パームタウン編』（1987年1月18日 - 12月27日）以来の女児向け作品である。また、それまでサブで参加していた関弘美が初めて初回からメインで担当し、以降10年間、同枠のメインプロデューサーとして女児向けの作品を担当していくことになる。
特徴の一つとして本作からアイキャッチの時間が長くなったことが挙げられる。
本作は対象年齢が女児向けアニメとしては高めで、プロデューサーの関弘美によると『美少女戦士セーラームーン』の「卒業生」狙いで、小学校高学年がメインターゲットだったとしている。ただ、実際にはスポンサーの関係上、年少者向けの関連商品も一部発売されていた。
アニメオリジナルキャラの登場やアニメオリジナルストーリーもあった。バンダイがスポンサーだったことからアニメオリジナルアイテムも登場し商品展開されており、中でもロボット型の「ボイスメモ」は当時40万個を売り上げるヒット商品となった。ほか「恋の青春手帳」「恋して元気手帳」「メダイユブローチ・ペンダント」「チェリークラウン（化粧品セット）」「恋のときめきマスコット（フェルト人形キット）」「オルゴール」といった小物から、人形「ママレードキッズ」とドールハウス「恋してドキドキハウス」、さらには「恋してチェック（ゲーム・占い付き電卓）」「恋してジェットメモ（デジタル伝言メモ）」「シャインネイル（電動爪磨き）」「ドキドキメーター（嘘発見器）」「恋する気持ちのダイアラー（DTMFダイアラー）」といった電子・電動玩具まで多岐に渡る展開がなされた。
当初は1年間の放送予定だったが、視聴率や関連商品の売上が好調だったことにより放送期間が半年延長された。なお、最終回の放送日は、原作の最終回が掲載された『りぼん』1995年10月号の発売日にほぼ合わせたものだった。
原作者吉住も名村と六反田の髪の色指定、高校時代の名村、アニメオリジナルのキャラクター（杏樹、マイケル、ウィル、ブライアン、ドリス、ジニー）、3頭身キャラのデザインで制作に参加している。一方でアニメの感想としてキスシーンの長さに不満を漏らしている。
実写映画（後述）製作発表を記念し、東映アニメーションは2017年4月からYouTubeで本作の第1話を配信している。

### スタッフ
- プロデューサー - 藤田高一郎（朝日放送）、亀山泰夫（ASATSU）、関弘美（東映動画）
- 原作 - 吉住渉
- シリーズ構成 - 松井亜弥
- 音楽 - 奥慶一
- 製作担当 - 藤本芳弘→風間厚徳
- 美術デザイン - 千田国広
- キャラクターデザイン - 馬越嘉彦、吉住渉（ノンクレジット）
- シリーズディレクター - 矢部秋則
- 仕上 - ピーコック
- 色指定 - 坂本陽子、衣笠一雄
- 仕上検査 - 五木田幸子、ファティマ・アンニョンヌエボ、マリージュン・リッセン、堀内由美、ジャネット・セロネス、ジュン・イバンジェリスタ、ベッツィ・マリクダン、サンディ・パルマ、マルガリータ・スアリス、多賀鉄男、大堀陽子
- 特殊効果 - 中島正之、ラリー・バスカグ、ラリー・ブラヒノ
- 撮影 - 木村明美、峯岸智子、ジョイ・モンテス、鳥越一志、小谷野武
- 編集 - 花井正明
- 録音 - 川崎公敬
- 音響効果 - 石野貴久（E&M）
- 選曲 - 茅原万起子（スワラ・プロ）
- 記録 - 伊藤好子
- 演助進行 - 岩井隆央、田中浩司、雄谷将仁、柳義明
- 演出助手 - 雄谷将仁、岩井隆央、田中浩司、柳義明、渡辺正彦、志村錠児、渡辺健一郎、清水潔一
- 製作進行 - 吉村美雪、広瀬公一、川西泰三、片貝稔、鈴木康一、柳義明
- 美術進行 - 田村晴夫
- 仕上進行 - 森田哲庸
- 録音スタジオ - タバック
- 現像 - 東映化学
- 制作 - 朝日放送、ASATSU、東映

### 主題歌
※歌詞字幕 OP：あり ED：なし
オープニングテーマ「笑顔に会いたい」
作詞 - 柚木美祐 / 作曲・編曲・歌 - 濱田理恵
エンディングテーマ
「素敵な小夜曲」（第1話 - 第31話）
作詞 - 柚木美祐 / 作曲 - 池毅 / 編曲 - 戸塚修 / 歌 - 藤原美穂
「枯れ葉色のクレッシェンド」（第31話～第53話）
作詞 - 里乃塚玲央 / 作曲 - TSUKASA / 編曲 - 関根安里 / 歌 - 水島康宏
「夜明けのエチュード」（第54話～第76話）
作詞 - 柚木美祐 / 作曲 - 阿部真 / 編曲 - 山川恵津子 / 歌 - 市川楊子
挿入歌
「MOMENT」（第1・2・4～8・10～16・19・21・22・25・30・31・36・39・61・63・64・66・70・74話）
作詞 - 柚木美祐 / 作曲 - 池毅 / 編曲 - 戸塚修 / 歌 - 國府田マリ子
「最後の約束」（第17・18・24・26・29・37・41・46・47～49・62話 ）
作詞 - 柚木美祐 / 作曲 - 池毅 / 編曲 - 戸塚修 / 歌 - 國府田マリ子
「Friend Ship」（第35・68話）
　歌 - 濱田理恵
「SOUTH WIND」 （第69話）
　歌 - 國府田マリ子
「RAIN」（第32話）
　 歌 - 置鮎龍太郎 *本編では、フルサイズで放送された。
「悲しい時はいつも」（第40話）
　 歌 - 金丸淳一
「太陽を捜して」（第32・38・68話）
　歌 - 久川綾
「今日の終わりに」 （第29・48話）
　歌 - 國府田マリ子
「エンジェル」（第42・43話）
　 歌 - 丹下桜
「そばにいたい」 （第59・65話）
　歌 - 井上喜久子　*挿入歌では、最長の曲。フルサイズで約6分の演奏時間である。
「笑顔に会いたい(Slow Version)　（第22・53・57・72話）
　歌 - 濱田理恵
「ワガママでいこう！」（第58・71話）
歌 - Yukari
「ハッピーエンドは終わらない」（第56・67話）
歌 - Yukari
「もういちど春が来るまえに」（第51・60話）
　歌 - 國府田マリ子
「夢のおはなし」（第52話）
　歌 - 水島康宏
笑顔に会いたい【Chu-Chu-La スキャットヴァージョン】
　歌 - 濱田理恵
MOMENT（オルゴール版）
for miki
演奏 - 美野春樹

### ネット局
| 放送対象地域  | 放送局             | 系列                                         | ネット形態 | 備考 |
| ------------- | ------------------ | -------------------------------------------- | ---------- | --- |
| 近畿広域圏    | 朝日放送           | テレビ朝日系列                               | 制作局     | |
| 関東広域圏    | テレビ朝日         | テレビ朝日系列                               | 同時ネット | |
| 北海道        | 北海道テレビ       | テレビ朝日系列                               | 同時ネット | |
| 青森県        | 青森朝日放送       | テレビ朝日系列                               | 同時ネット | |
| 岩手県        | テレビ岩手         | 日本テレビ系列                               | 遅れネット | |
| 宮城県        | 東日本放送         | テレビ朝日系列                               | 同時ネット | |
| 秋田県        | 秋田朝日放送       | テレビ朝日系列                               | 同時ネット | |
| 山形県        | 山形テレビ         | テレビ朝日系列                               | 同時ネット | |
| 福島県        | 福島放送           | テレビ朝日系列                               | 同時ネット | |
| 新潟県        | 新潟テレビ21       | テレビ朝日系列                               | 同時ネット | [ 24 ]                                                                                                  |
| 長野県        | 長野朝日放送       | テレビ朝日系列                               | 同時ネット | |
| 静岡県        | 静岡朝日テレビ     | テレビ朝日系列                               | 同時ネット | |
| 富山県        | チューリップテレビ | TBS系列                                      | 遅れネット | 1994年10月17日 - 1995年5月8日は月曜 16:27 - 16:55 1995年5月14日 - 1996年3月31日最終回は日曜 6:15 - 6:45 |
| 石川県        | 北陸朝日放送       | テレビ朝日系列                               | 同時ネット | [ 24 ]                                                                                                  |
| 中京広域圏    | 名古屋テレビ       | テレビ朝日系列                               | 同時ネット | |
| 島根県 鳥取県 | 山陰放送           | TBS系列                                      | 遅れネット | |
| 広島県        | 広島ホームテレビ   | テレビ朝日系列                               | 同時ネット | |
| 山口県        | 山口朝日放送       | テレビ朝日系列                               | 同時ネット | |
| 香川県 岡山県 | 瀬戸内海放送       | テレビ朝日系列                               | 同時ネット | |
| 愛媛県        | 愛媛朝日テレビ     | テレビ朝日系列                               | 同時ネット | 1995年4月開局から                                                                                       |
| 福岡県        | 九州朝日放送       | テレビ朝日系列                               | 同時ネット | |
| 長崎県        | 長崎文化放送       | テレビ朝日系列                               | 同時ネット | |
| 熊本県        | 熊本朝日放送       | テレビ朝日系列                               | 同時ネット | |
| 大分県        | 大分朝日放送       | テレビ朝日系列                               | 同時ネット | |
| 宮崎県        | テレビ宮崎         | フジテレビ系列 日本テレビ系列 テレビ朝日系列 | 遅れネット | |
| 鹿児島県      | 鹿児島放送         | テレビ朝日系列                               | 同時ネット | |
| 日本全域      | キッズステーション | CS放送                                       | -          | 2006年2月14日～5月31日（再放送あり）                                                                    |
| 日本全域      | フジテレビTwo      | CS放送                                       | -          | 2012年4月2日～5月25日（2話連続：再放送あり）                                                            |
| 日本全域      | アニマックス       | CS放送                                       | -          | 2018年4月30日に1～12話のみ一挙放送。                                                                    |
| 日本全域      | AbemaTV            | インターネット配信                           | -          | 2016年9月15日～11月15日（2話連続：再放送あり）                                                          |

### 各話リスト
原作欄の☆は、アニメオリジナルストーリーを含むエピソード。
※最終話（76話）は、原作と内容が異なっている。
| 話数   | 放送日         | サブタイトル                                           | 脚本     | 演出 （絵コンテ）   | 作画監督   | 美術     | 視聴率 | 原作      |
| ------ | -------------- | ------------------------------------------------------ | -------- | ------------------- | ---------- | -------- | ------ | --------- |
| 第1話  | 1994年 3月13日 | 恋がしたい 「カッコイイけど許せない!」                 | 松井亜弥 | 矢部秋則            | 馬越嘉彦   | 伊藤岩光 | 11.4%  | 1巻       |
| 第2話  | 3月20日        | キス後遺症 「あいつの気持ちがワカラナイ」              | 松井亜弥 | 山吉康夫            | 川村敏江   | 下川忠海 | 11.0%  | 1巻       |
| 第3話  | 3月27日        | 2つのキス 「遊に恋人がいた!？」                        | 影山由美 | 山田徹              | 佐藤道雄   | 井出智子 | 13.1%  | 1巻       |
| 第4話  | 4月3日         | 銀太の告白 「おまえをあいつに渡さない!」               | 影山由美 | 岡佳広              | 河野宏之   | 襟立智子 | 13.9%  | 1巻       |
| 第5話  | 4月10日        | 恋人の伝説 「メダイユに想いをこめて」                  | 松井亜弥 | 梅澤淳稔            | 青山充     | 伊藤岩光 | 13.2%  | 2巻       |
| 第6話  | 4月17日        | ラブゲーム 「銀太なんか大嫌い!」                       | 松井亜弥 | 松原明徳            | 入好さとる | 下川忠海 | 12.6%  | 2巻       |
| 第7話  | 4月24日        | 恋の北海道 「どうなってるの？ あの二人!」              | 影山由美 | 矢部秋則            | 川村敏江   | 井出智子 | 12.9%  | 4巻       |
| 第8話  | 5月1日         | 大人の香り 「やきもちなんてやいてない!」               | 松井亜弥 | 山吉康夫            | 加々美高浩 | 下川忠海 | 11.5%  | 1巻☆      |
| 第9話  | 5月8日         | アルバイト 「恋の勝負は売り上げ次第!」                 | 松井亜弥 | 岡佳広              | 佐藤道雄   | 井出智子 | 12.0%  | 2巻☆      |
| 第10話 | 5月15日        | 初めての夜 「お風呂でドキッ♥」                         | 影山由美 | 山田徹              | 河野宏之   | 伊藤岩光 | 14.3%  | 3巻☆      |
| 第11話 | 5月22日        | バースデイ 「遊が私を見つめてる…」                     | 影山由美 | 梅澤淳稔            | 青山充     | 井出智子 | 14.3%  | 3巻☆      |
| 第12話 | 5月29日        | スマッシュ! 「遊と銀太どっちも好き…」                  | 野呂昌史 | 岩井隆央            | 川村敏江   | 下川忠海 | 14.9%  | 3巻☆      |
| 第13話 | 6月5日         | 恋と友情 「銀太、亜梨実さんとつきあって!」             | 松井亜弥 | 山吉康夫            | 入好さとる | 襟立智子 | 15.6%  | 3巻☆      |
| 第14話 | 6月12日        | 恋する資格 「あなたは遊にふさわしくない!」             | 松井亜弥 | 矢部秋則            | 河野宏之   | 井出智子 | 13.6%  | 3巻☆      |
| 第15話 | 6月19日        | 茗子の秘密 「話してほしかった…」                       | 影山由美 | 山田徹              | 佐藤道雄   | 伊藤岩光 | 14.1%  | 3巻☆      |
| 第16話 | 6月26日        | 男の決断 「なっちゃん、辞めないで!」                   | 吉村元希 | 岡佳広              | 川村敏江   | 下川忠海 | 13.5%  | 3巻☆      |
| 第17話 | 7月3日         | 茗子の別れ 「さよならなんてできない!」                 | 影山由美 | 矢部秋則            | 川村敏江   | 襟立智子 | 15.7%  | 3巻☆      |
| 第18話 | 7月10日        | 恋のゆくえ 「思い通りにならないね」                    | 影山由美 | 山吉康夫            | 入好さとる | 井出智子 | 14.6%  | ☆         |
| 第19話 | 7月17日        | 入籍騒動 「非常識なんて言わないで!」                   | 松井亜弥 | 松原明徳            | 河野宏之   | 下川忠海 | 14.7%  | 2巻☆      |
| 第20話 | 7月24日        | 怪しい二人 「遊と三輪さんがカップルゥ？!」             | 吉村元希 | 山田徹              | 佐藤道雄   | 千田国広 | 11.3%  | 4巻       |
| 第21話 | 7月31日        | 軽井沢旅行 「やっぱり……変!」                           | 影山由美 | 笠山葉一            | 伊藤智子   | 襟立智子 | 11.2%  | 4巻       |
| 第22話 | 8月7日         | Wデート! 「好きなのにわかりあえない」                  | 松井亜弥 | 岡佳広              | 川村敏江   | 井出智子 | 11.8%  | 4巻       |
| 第23話 | 8月14日        | 衝撃の告白 「遊、何を言ってるの？」                    | 松井亜弥 | 矢部秋則            | 木下勇喜   | 下川忠海 | 09.0%  | 4巻・5巻  |
| 第24話 | 8月21日        | 出生の秘密 「遊をほっとけないの!」                     | 吉村元希 | 山吉康夫            | 河野宏之   | 千田国広 | 12.0%  | 4巻       |
| 第25話 | 8月28日        | リアルキス 「あたし、遊が好き!」                       | 影山由美 | 山田徹              | 川村敏江   | 襟立智子 | 14.8%  | 5巻       |
| 第26話 | 9月4日         | 新たな不安 「幸せすぎて…怖い」                         | 影山由美 | 笠山葉一            | 伊藤智子   | 井出智子 | 09.4%  | 5巻       |
| 第27話 | 9月11日        | 恋の不安 「この幸せはいつまで続くの？」                | 松井亜弥 | 岡佳広              | 佐藤道雄   | 下川忠海 | 12.5%  | 5巻       |
| 第28話 | 9月18日        | ゆれる心 「あたしもバイトするっ!!」                    | 影山由美 | 矢部秋則            | 川村敏江   | 千田国広 | 12.2%  | 5巻       |
| 第29話 | 9月25日        | 恋の邪魔者 「メダイユがみつからない!」                 | 影山由美 | 山吉康夫            | 河野宏之   | 下川忠海 | 10.5%  | 5巻・6巻  |
| 第30話 | 10月2日        | ライバル 「ゆー、大好きよ」                            | 吉村元希 | 山田徹              | 加々美高浩 | 井出智子 | 12.5%  | 5巻・6巻  |
| 第31話 | 10月9日        | すずと蛍 「不安にさせるこの二人…」                     | 松井亜弥 | 笠山葉一            | 伊藤智子   | 襟立智子 | 12.4%  | 5巻・6巻☆ |
| 第32話 | 10月16日       | 恋の学園祭 「遊と蛍のコンサート」                      | 松井亜弥 | 矢部秋則            | 川村敏江   | 千田国広 | 15.8%  | 6巻☆      |
| 第33話 | 10月23日       | 恋の迷い道 「好きだ!」                                 | 影山由美 | 岡佳広              | 佐藤道雄   | 下川忠海 | 15.5%  | ☆         |
| 第34話 | 10月30日       | 別れの予感 「ハロウインパーティーのたくらみ」          | 影山由美 | 設楽博              | 青山充     | 井出智子 | 13.2%  | 6巻☆      |
| 第35話 | 11月13日       | すれちがい 「別れようってことなの？」                  | 吉村元希 | 山吉康夫            | 河野宏之   | 襟立智子 | 14.7%  | 6巻☆      |
| 第36話 | 11月20日       | 一人ぼっち 「俺が忘れさせてやる!!」                    | 松井亜弥 | 梅澤淳稔            | 加々美高浩 | 下川忠海 | 13.7%  | ☆         |
| 第37話 | 11月27日       | 悲しい再会 「吹っきれたと思ってたのに…」               | 松井亜弥 | 山田徹              | 川村敏江   | 石渡俊和 | 12.7%  | ☆         |
| 第38話 | 12月4日        | 杏樹の想い 「光希さんの次でいいの!」                   | 吉村元希 | 笠山葉一            | 伊藤智子   | 井出智子 | 13.4%  | ☆         |
| 第39話 | 12月11日       | せつない恋 「ずっと遊が好きだった…」                   | 影山由美 | 矢部秋則            | 青山充     | 襟立智子 | 12.2%  | ☆         |
| 第40話 | 12月18日       | 聖なる夜 「イヴなのに一人ぼっち…」                     | 松井亜弥 | 山吉康夫            | 佐藤道雄   | 下川忠海 | 14.2%  | ☆         |
| 第41話 | 12月25日       | 恋人達の朝 「メリークリスマス」                        | 松井亜弥 | 設楽博              | 河野宏之   | 石渡俊和 | 12.6%  | ☆         |
| 第42話 | 1995年 1月8日  | 新春恋模様 「サイコーの年になりそう」                  | 影山由美 | 梅澤淳稔            | 川村敏江   | 井出智子 | 08.2%  | ☆         |
| 第43話 | 1月15日        | スキー旅行 「二人っきりになんかさせない!」             | 影山由美 | 笠山葉一            | 伊藤智子   | 襟立智子 | 10.4%  | ☆         |
| 第44話 | 1月22日        | 二人の将来 「遊の夢、私の夢は？」                      | 松井亜弥 | 山田徹              | 馬越嘉彦   | 下川忠海 | 11.4%  | 6巻☆      |
| 第45話 | 1月29日        | ゆれる茗子 「私、広島に行く!」                         | 吉村元希 | 山田徹 （矢部秋則） | 青山充     | 石渡俊和 | 14.0%  | 6巻☆      |
| 第46話 | 2月5日         | 広島へ… 「もう一度そばにいさせて!」                    | 松井亜弥 | 山吉康夫            | 佐藤道雄   | 井出智子 | 12.5%  | 7巻☆      |
| 第47話 | 2月12日        | 海辺の二人 「君の幸せを思うから…」                     | 松井亜弥 | 梅澤淳稔            | 河野宏之   | 下川忠海 | 14.2%  | 7巻☆      |
| 第48話 | 2月19日        | チョコの味 「甘くて苦いバレンタイン!」                 | 影山由美 | 設楽博              | 川村敏江   | 石渡俊和 | 13.6%  | 7巻☆      |
| 第49話 | 2月26日        | 愛のかたち 「幸せになるってムズカシイ」                | 影山由美 | 笠山葉一            | 嶋川竜太郎 | 伊藤岩光 | 14.4%  | 7巻☆      |
| 第50話 | 3月5日         | 留学生登場 「マイケルって…変!」                        | 松井亜弥 | 山田徹              | 加々美高浩 | 井出智子 | 14.4%  | ☆         |
| 第51話 | 3月12日        | 三角関係 「ふりまわされて…」                           | 松井亜弥 | 山吉康夫            | 青山充     | 下川忠海 | 12.2%  | 7巻☆      |
| 第52話 | 3月19日        | 月夜の決心 「遊、離れるなんて…イヤ!」                  | 影山由美 | 岡佳広              | 河野宏之   | 石渡俊和 | 13.6%  | ☆         |
| 第53話 | 3月26日        | 思い出作り 「何が起こっても後悔しない」                | 影山由美 | 梅澤淳稔            | 佐藤道雄   | 塩崎広光 | 12.8%  | ☆         |
| 第54話 | 4月2日         | 新生活 「遊、今頃どうしてるかな？」                    | 松井亜弥 | 矢部秋則            | 川村敏江   | 井出智子 | 11.6%  | ☆         |
| 第55話 | 4月9日         | 波紋・再び 「ニューヨークは遠すぎる!」                 | 吉村元希 | 笠山葉一            | 伊藤智子   | 下川忠海 | 14.6%  | ☆         |
| 第56話 | 4月16日        | すれちがい 「あたしの恋人は遊なのに…」                 | 松井亜弥 | 設楽博              | 青山充     | 石渡俊和 | 14.4%  | ☆         |
| 第57話 | 4月23日        | 恋の迷い道 「もう耐えられない! 寂（さみ）しいの…」     | 松井亜弥 | 山田徹              | 加々美高浩 | 塩崎広光 | 14.9%  | ☆         |
| 第58話 | 4月30日        | 告白の音色 「ボクを男として見てほしい!」               | 松井亜弥 | 山吉康夫            | 河野宏之   | 井出智子 | 16.1%  | ☆         |
| 第59話 | 5月7日         | 不安な週末 「遊の声が聞きたい!」                       | 影山由美 | 岡佳広              | 佐藤道雄   | 下川忠海 | 13.2%  | ☆         |
| 第60話 | 5月14日        | 恋人は遠い 「遊はあたしの目の前にいる」                | 影山由美 | 梅澤淳稔            | 馬越嘉彦   | 石渡俊和 | 12.0%  | ☆         |
| 第61話 | 5月21日        | N.Y（ニューヨーク）の罠 「遊、あたしが馬鹿だったの？」 | 吉村元希 | 矢部秋則            | 川村敏江   | 塩崎広光 | 13.1%  | ☆         |
| 第62話 | 5月28日        | さよなら 「もう…彼女でいられない」                     | 松井亜弥 | 笠山葉一            | 伊藤智子   | 井出智子 | 11.6%  | ☆         |
| 第63話 | 6月4日         | 涙を抱いて 「今は一人でいたい」                        | 松井亜弥 | 山田徹              | 青山充     | 下川忠海 | 13.6%  | ☆         |
| 第64話 | 6月11日        | 二人の問題 「おまえの声が聞きたい」                    | 吉村元希 | 山吉康夫            | 加々美高浩 | 石渡俊和 | 13.0%  | ☆         |
| 第65話 | 6月18日        | かたい決意 「光希は…おれがもらう」                     | 影山由美 | 岡佳広              | 河野宏之   | 千田国広 | 13.0%  | ☆         |
| 第66話 | 6月25日        | 新たな選択 「あいつを忘れなくてもいい」                | 松井亜弥 | 梅澤淳稔            | 佐藤道雄   | 井出智子 | 13.0%  | ☆         |
| 第67話 | 7月2日         | ともだち 「あたしには蛍クンが必要なの!」               | 影山由美 | 矢部秋則            | 川村敏江   | 下川忠海 | 13.4%  | ☆         |
| 第68話 | 7月9日         | 揺れる恋人 「サヨナラ…銀太」                           | 影山由美 | 山田徹              | 馬越嘉彦   | 石渡俊和 | 13.8%  | ☆         |
| 第69話 | 7月16日        | 恋の勇気 「決心がついた!」                             | 松井亜弥 | 笠山葉一            | 伊藤智子   | 千田国広 | 09.9%  | ☆         |
| 第70話 | 7月23日        | ただいま 「どんな顔して会えばいいの？」                | 松井亜弥 | 山吉康夫            | 加々美高浩 | 井出智子 | 12.1%  | ☆         |
| 第71話 | 7月30日        | 星と月の夜 「近くにいても…寂しい」                     | 影山由美 | 梅澤淳稔            | 青山充     | 下川忠海 | 11.0%  | ☆         |
| 第72話 | 8月6日         | 異母兄妹 「幸せが…こわれていく」                       | 吉村元希 | 設楽博              | 河野宏之   | 石渡俊和 | 10.4%  | ☆         |
| 第73話 | 8月13日        | 別れ 「こうするしかなかった…」                         | 吉村元希 | 岡佳広              | 佐藤道雄   | 千田国広 | 12.6%  | ☆         |
| 第74話 | 8月20日        | 想い出の箱 「バイバイ、遊」                            | 松井亜弥 | 笠山葉一            | 伊藤智子   | 井出智子 | 12.7%  | ☆         |
| 第75話 | 8月27日        | 兄と妹!？ 「別れるしかないんだ!」                      | 松井亜弥 | 矢部秋則            | 川村敏江   | 下川忠海 | 07.8%  | ☆         |
| 第76話 | 9月3日         | たびだち 「そして、愛は歩きだす」                      | 影山由美 | 山吉康夫            | 佐藤道雄   | 石渡俊和 | 13.9%  | 8巻☆※     |

### ビデオ
- VHS（現在は廃盤）
  - ママレード・ボーイvol.1 - 18・劇場版
    - 　東映ビデオ、東映から発売、
- LD（レーザーディスク）（現在は廃盤）
  - ママレード・ボーイLD-BOX～3（3巻組）・劇場版
    - スターチャイルドレコードから発売。
- DVD/Blu-ray DISC
  - ママレード・ボーイDVD-BOX1～3（3巻組）
    - 東映アニメーションが販売。

  - ママレード・ボーイ　アニバーサリーDVD-BOX　（2012年10月24日発売）※2013年10月23日までの限定生産
    - りぼん連載開始20周年記念として発売。過去に発売したDVD-BOX3巻組を1つのボックスにまとめたもので、劇場版（初DVD化）を同梱している。
    - フロンティアワークスが発売[27]。

  - ママレード・ボーイ　メモリアルBD-BOX　（2018年6月6日発売）
    - 実写劇場版公開記念として、フロンティアワークスが発売[28]。
    - 2012年発売の「アニバーサリーDVD-BOX」との違いは、以下の通りである。
      - ノンテロップオープニング・エンディング・TVスポット集が追加されている。
      - コンビレーションCDが付属している（「笑顔に会いたい」コンビレーションミニアルバム（全8曲）
      - DVD-BOX付属の劇場版復刻パンフレットの代わりに原作者描き下ろしメッセージ入ミニ色紙が封入されている。

### 劇場版
『ママレード・ボーイ』（げきじょうばんママレード・ボーイ）は、東映アニメフェアにて1995年3月4日公開の劇場アニメ作品。配給は東映。
ストーリーは、遊が小石川一家と出会う前から光希に出会っていたというエピソードで、第1話の前である第0話的な内容である。
この劇場版で、アニメ制作局である朝日放送は本作の制作陣に入っておらず、オープニング・エンディング共クレジットに記載がない。映像ソフトではLD・VHS版のみ提供していたが、前述の通り、アニバーサリーDVD-BOXにて初めてDVD化となった。ただしDVD単品での発売は、行っていない。

#### スタッフ（劇場版）
- 製作 - 高岩淡・安斎富夫（集英社）・泊 懋
- 企画 - 関弘美（東映動画）、月刊りぼん
- 原作 - 吉住渉（集英社『月刊りぼん』連載）
- 脚本 - 松井亜弥
- 製作担当 - 風間厚徳
- 撮影 - 桶田一展
- 編集 - 花井正明
- 録音 - 川崎公敬
- 音楽 - 奥慶一
- 美術デザイン - 千田国広
- 美術監督 - 塩崎広光
- キャラクターデザイン・作画監督 - 馬越嘉彦
- 監督 - 矢部秋則
- 製作会社 - 東映・集英社・東映動画
- 配給 - 東映
- 上映時間 - 26分

　（上記は当時のクレジットによるもの）

#### 主題歌（劇場版）
オープニングテーマ「笑顔に会いたい」
エンディングテーマ「夜明けのエチュード」
挿入歌「melody－抱きしめて－」
作詞 - 柚木美祐 / 作曲 - 池毅 / 編曲 - 戸塚修 / 歌 - 國府田マリ子

## ゲーム
- ママレード・ボーイ（バンダイ、1995年1月27日/ゲームボーイ）
- ママレード・ボーイ（バンダイ、1995年4月21日/スーパーファミコン）

## CD
- 『笑顔に会いたい/素敵な小夜曲（セレナーデ）』（オープニング・エンディング主題歌）濱田理恵、藤原美穂（アポロン、APDM-5008、1994年4月21日）
  1. 笑顔に会いたい（濱田理恵）
  2. 素敵な小夜曲（セレナーデ）（藤原美穂）*1stエンディングテーマ
  3. 笑顔に会いたい（オリジナル・カラオケ）
  4. 素敵な小夜曲（同）
- 『MOMENT/笑顔に会いたい〜スロウ・ヴァージョン』（挿入歌） 國府田マリ子、濱田理恵、柚木美祐、戸塚修（アポロン、APDM-5010、1994年5月21日）
  1. モーメント（國府田マリ子）
  2. 笑顔に会いたい〜スロウ・ヴァージョン（濱田理恵）*第22・53・57・72話挿入歌
  3. モーメント（オリジナル・カラオケ）
  4. 笑顔に会いたい（同）
- 『最後の約束/今日の終わりに』（挿入歌） 國府田マリ子、柚木美祐、池毅、戸塚修（アポロン、APDM-5012、1994年9月21日）
  1. 最後の約束（國府田マリ子）
  2. 今日の終わりに（同）
  3. 最後の約束（オリジナル・カラオケ）
  4. 今日の終わりに（同）
- 『枯れ葉色のクレッシェンド/夢のおはなし』（エンディング主題歌・挿入歌）水島康宏（アポロン、APDM-5016、1994年11月5日）
  1. 枯れ葉色のクレッシェンド（水島康宏）*2ndエンディングテーマ
  2. 夢のおはなし（同） *第52話挿入歌
  3. 最後の約束（オリジナル・カラオケ）
  4. 夢のおはなし（同）
- 『melody－抱きしめて－/story』（劇場版挿入歌）國府田マリ子、柚木美祐、池毅、戸塚修（アポロン、APDM-5019、1995年3月1日）[注 14][30]
  1. melody－抱きしめて－（國府田マリ子）*劇場版挿入歌
  2. story（同）
  3. melody－抱きしめて－（オリジナル・カラオケ）
  4. story（同）
- 『夜明けのエチュード/感じていたい…』（エンディング主題歌）市川楊子、柚木美祐、阿部真、山川恵津子（アポロン、APDM-5020、1995年3月1日）[注 14][30]
  1. 夜明けのエチュード（市川楊子）*3rdエンディングテーマ
  2. 感じていたい…（同）
  3. 夜明けのエチュード（オリジナル・カラオケ）
  4. 感じていたい…（同）
- 『ママレード・ボーイ Vol.1 光希のミュージック・モノローグ 劇伴音楽集 』サントラ、奥慶一、濱田理恵、柚木美祐（アポロン、APCM-5037、1994年6月21日）
  1. プロローグ「恋がしたい…」
  2. 主題歌：笑顔に会いたい（唄：濱田理恵）
  3. 夢見る少女・光希「何か素敵な出来事はないかな〜」
  4. 突然の離婚宣言「エッそれ、どういうことー?」
  5. 彼が遊クン?「やだっアイツ、超カッコイイ!」
  6. 小石川家の人々・松浦家の人々「はっきりいって“異常”!」
  7. 親友・秋月茗子「いつも笑顔で,でも寂しそうな瞳…」
  8. モーメント（挿入曲・インストゥルメンタルヴァージョン）
  9. キス後遺症「どうしよう、遊にキスされちゃった…」
  10. 学園生活「やなことは忘れて、テニス、テニス!」
  11. 恋文・過ぎ去りし思い出「銀太のバカヤロー!!」
  12. アイツの笑顔「いつもこんなに優しかったらいいのに…」
  13. 遊と銀太「どっちが好きなの?って言われても-」
  14. ライバル・亜梨実「な,なによ、あの子-!」
  15. 揺れ動く心「自分の気持ちもよくわからない…」
  16. 思いを綴る交換日記「迷いから憧れへ - 大人への階段」
  17. 主題歌：素敵な小夜曲（唄：藤原美穂）
  18. エピローグ「ときめきが押さえられない!」
- 『ママレード・ボーイVol.2　メッセージ・愛する人へ…　～劇伴＆ナレーションアルバム～』TVサントラ 奥慶一（編曲）、戸塚修（編曲）、濱田理恵（編曲）、久川綾、（アポロン、APCM-5039、1994年8月21日）
  1. （オープニング）笑顔に会いたい（インストゥルメンタル・ヴァージョン）
  2. （ナレーション）大切な人・大好きな人…光希
  3. （BGM）光希の毎日「いつも元気で明るくて…」
  4. （同）私だけの“ママレード・ボーイ”「だけど気になる…」
  5. （ナレーション）あきらめの悪いヤツ…銀太
  6. （BGM）銀太と六反田「こ、このスットコドッコイがっ!!」
  7. （同）因縁の大勝負!「負けたほうは…坊主だっ!!」
  8. （ナレーション）想い出いっぱいの場所…茗子
  9. （BGM）別れと希望と「友情に支えられて-」
  10. （同）晴れた空の下で「めいっぱい気分爽快!」
  11. （ナレーション）涙のにおい…亜梨実
  12. （BGM）悲しく燃える情熱「好きなの、忘れられないの!」
  13. （同）迷走する恋愛「思いどおりにならないのね…」
  14. （ナレーション）夢がどんどん膨んで…遊
  15. （BGM）バイト先にて…「古着屋のなごやかな風景」
  16. （同）光希の憧れ「本当に大切な人は…」
  17. （ナレーション）少しずつ大人になるのかな?…光希
  18. （エンディング）素敵な小夜曲（インストゥルメンタル・ヴァージョン）
- 『ママレード・ボーイ Vol.3 ママレード・ヴォイス!～ヴォーカルアルバム～』久川綾、藤原美穂、國府田マリ子、濱田理恵、（アポロン、APCM-5040、1994年9月21日）
  1. 笑顔に会いたい（濱田理恵）
  2. サウス・ウィンド（國府田マリ子）
  3. レイン（置鮎龍太郎）
  4. モーメント（國府田マリ子）
  5. 素敵な小夜曲〜ミキ・ヴァージョン（同）
  6. フレンド・シップ（濱田理恵）
  7. 最後の約束（國府田マリ子）
  8. 笑顔に会いたい〜スロウ・ヴァージョン（濱田理恵）
  9. 悲しい時はいつも（金丸淳一）
  10. 太陽を捜して（久川綾）
  11. 素敵な小夜曲（藤原美穂）
  12. 笑顔に会いたい〜ミキ・ヴァージョン（國府田マリ子）
- 『ママレード・ボーイ Vol.4 幾つもの出会いを重ねながら』TVサントラ 奥慶一（編曲）、戸塚修（編曲）、濱田理恵（編曲）（アポロン、APCM-5056、1994年11月21日）
  1. ・・・for You［蛍から光希へのピアノソロ］
  2. 生まれて初めてのLove Letter（光希から銀太へ）
  3. 笑顔に会いたい［TVサイズ］
  4. 3ヶ月間の輝き（亜梨実の思い出）
  5. 太陽を捜して（インストゥルメンタル）
  6. 図書館にて（茗子・出会いの日）
  7. 最後の約束（インストゥルメンタル）
  8. 笑顔に会いたい【Chu-Chu-La スキャットヴァージョン】（濱田理恵）
  9. 遊とデートの日に・・・ 「あたし、超しあわせっ!」
  10. 今日の終わりに（インストゥルメンタル）
  11. 銀太・男として・・・
  12. 悲しい時はいつも（インストゥルメンタル）
  13. 三輪クンがんばる［秋月茗子に果敢なるアタック!!］
  14. 亮子の思い 「自分に正直に生きようと・・・」
  15. 素敵な小夜曲（セレナーデ）［TVサイズ］
  16. MOMENT［ピアノ変奏曲版］
  17. 蛍のモノローグ・素直になれないばっかりに・・・
  18. ・・・for You［蛍から光希へのピアノソロ］
  19. 杏樹・今も変わらぬ思い
  20. RAIN（インストゥルメンタル）
  21. すずのひとりごと・恋の世界ってよくわかんない!
  22. 幾つもの出会いを重ねながら
  23. 枯れ葉色のクレッシェンド［TVサイズ］
- 『ママレード・ボーイ Vol.5 ママレード・フェイス！～ヴォーカルアルバムII～』TVサントラ 奥慶一（編曲）、戸塚修（編曲）、濱田理恵（編曲）（アポロン、APCM-5056、1994年11月21日）
  1. 笑顔に会いたい（濱田理恵）
  2. ワガママでいこう!（YUKARI）
  3. 夢のおはなし（水島康宏）
  4. エンジェル（丹下桜）
  5. もういちど春が来るまえに（國府田マリ子）
  6. ハッピーエンドは終わらない（YUKARI）
  7. 永遠のペイヴメント（山崎和佳奈&古谷徹）
  8. そばにいたい（井上喜久子）
  9. あなたに おやすみ（濱田理恵）
  10. 枯れ葉色のクレッシェンド（水島康宏）
- 『ママレード・ボーイ Vol.6 神様がいてくれる～新録劇伴音楽集～』、（アポロン、APCM-5063、1995年5月21日）
  1. プロローグ・保健室にて 「まだ会って間もないのにーー!」
  2. 笑顔に会いたい [劇場オープニングテーマ / TVサイズ]
  3. ガストマン登場! 「くらえ、タオルかいじん! ビームトルネイドー!!」
  4. 運命の出会いの日 「見つめ合ったままの二人…」
  5. melody－抱きしめて－（國府田マリ子）
  6. 甘いムードで
  7. 恋心を灯しながら…
  8. 幸せがいっぱい
  9. 青い瞳の留学生
  10. マイケルって…変!
  11. マイケルの恋心?
  12. 遊の決心と苦しみ
  13. 留学するって本当なの!?
  14. アメリカの情景
  15. 美少女・ジニー
  16. 友情は国境を越えて
  17. 離ればなれに…
  18. 別れの予感
  19. いったいどうしたらいいの?
  20. 決意・悲しみを忘れようと
  21. 美しい思い出
  22. つつみこむような優しさ
  23. 恋人たちの未来（あした）
  24. 夜明けのエチュード [TVサイズ]
- 『ママレード・ボーイ Vol.7 ママレード・サマー!～2度目の夏に～ヴォーカルアルバムIII～』（アポロン、APCM-5066、1995年7月21日）
  1. 笑顔に会いたい（濱田理恵）
  2. 曇りのち晴れ（國府田マリ子）
  3. PUN! PUN! PUN! ～噂のマイケル～（緑川光）
  4. 感じていたい…（市川揚子）
  5. 夏の蝶（濱田理恵）
  6. 今日の終わりに（國府田マリ子）
  7. デビューな季節（鳥山あかね）
  8. Only Lonely Girl（小山裕香）
  9. 光と風のロンド（山崎和佳奈）
  10. 終わらない夏へ（松平直子）
  11. 夜明けのエチュード（市川揚子）
- 『ママレード・ボーイ Vol.8 Final Edition～総集編だよっ!!～』（アポロン、APCM-9005、1995年11月5日＜2枚組＞）
  1. 笑顔に会いたい（インストゥルメンタルType2）
  2. 光希&茗子・Best Friend
  3. コミカル・アップテンポ
  4. 「銀太、勝負だ!!」 ～激突～
  5. のんびりゴロゴロ
  6. ショッピング
  7. 「ゆー、大好きよ」 ～すずの想い～
  8. 蛍のアンコールピース
  9. ブリッジコレクション
  10. 蛍とマイケル
  11. 思い出のオルゴール
  12. 予告編用音楽 (2Type)
  13. 夜明けのエチュード （インストゥルメンタルショートバージョン）
  14. 笑顔に会いたい (TVサイズ)
  15. SOUTH WIND（インストゥルメンタル）
  16. RAIN（インストゥルメンタル）
  17. Friend Ship（インストゥルメンタル）
  18. 悲しい時はいつも（インストゥルメンタル）
  19. 太陽を捜して（インストゥルメンタル）
  20. ハッピーエンドは終わらない（インストゥルメンタル）
  21. エンジェル（インストゥルメンタル）
  22. もういちど春が来るまえに（インストゥルメンタル）
  23. 素敵な小夜曲'セレナーデ'（TVサイズインストゥルメンタル）
  24. 枯れ葉色のクレッシェンド（TVサイズインストゥルメンタル）
  25. 永遠のペイヴメント（インストゥルメンタル）
  26. そばにいたい（インストゥルメンタル）
  27. 曇りのち晴れ（インストゥルメンタル）
  28. PUN! PUN! PUN! ～噂のマイケル～（インストゥルメンタル）
  29. Only Lonely Girl（インストゥルメンタル）
  30. 光と風のロンド（インストゥルメンタル）
  31. 夜明けのエチュード （TVサイズインストゥルメンタル）
  32. 笑顔に会いたい（ピアノ演奏）
  33. 素敵な小夜曲'セレナーデ'（ピアノ演奏）
  34. 最後の約束（ピアノ演奏）
  35. 枯れ葉色のクレッシェンド（ピアノ演奏）
  36. もういちど春が来るまえに（ピアノ演奏）
  37. 夜明けのエチュード（ピアノ演奏）
  38. Do You Love Me?（久川綾 & 金丸淳一）
  39. with you ～眩しい季節へ（國府田マリ子 & 置鮎龍太郎）
- 『ママレード・ボーイ ベスト・アルバム シングル・コレクション』（アポロン、APCM-5080、1995年12月16日）
  1. 笑顔に会いたい（濱田理恵）
  2. 素敵な小夜曲（藤原美穂）
  3. 枯れ葉色のクレッシェンド（水島康宏）
  4. 夢のおはなし（同）
  5. 最後の約束（國府田マリ子）
  6. 今日の終わりに（同）
  7. メロディ~抱きしめて（同）
  8. ストーリー（同）
  9. 夜明けのエチュード（市川楊子）
  10. 感じていたい…（同）
  11. モーメント（國府田マリ子）
  12. 笑顔に会いたい~スロウ・ヴァージョン（濱田理恵）
- 『ママレード・ボーイ全曲集』（日本コロムビア、COCX-32230～1、2003年05月21日＜2枚組＞）
  1. 笑顔に会いたい（濱田理恵）
  2. モーメント（國府田マリ子）
  3. フレンド・シップ（濱田理恵）
  4. サウス・ウィンド（國府田マリ子）
  5. レイン（置鮎龍太郎）
  6. 悲しい時はいつも（金丸淳一）
  7. 太陽を捜して（久川綾）
  8. 素敵な小夜曲（藤原美穂）
  9. 最後の約束（國府田マリ子）
  10. 今日の終わりに（國府田マリ子）
  11. エンジェル（丹下桜）
  12. そばにいたい（井上喜久子）
  13. 永遠のペイヴメント（山崎和佳奈&古谷徹）
  14. melody－抱きしめて－（國府田マリ子）
  15. story（國府田マリ子）
  16. あなたに おやすみ（濱田理恵）
  17. 笑顔に会いたい〜スロウ・ヴァージョン（濱田理恵）
  18. 枯れ葉色のクレッシェンド（水島康宏）
  19. ワガママでいこう!（YUKARI）
  20. ハッピーエンドは終わらない（YUKARI）
  21. もういちど春が来るまえに（國府田マリ子）
  22. 夢のおはなし（水島康宏）
  23. with you～眩しい季節へ～（國府田マリ子＆置鮎龍太郎）
  24. Do You Love Me?（久川綾＆金丸淳一）
  25. 感じていたい…（市川揚子）
  26. 夏の蝶（濱田理恵）
  27. 曇りのち晴れ（國府田マリ子）
  28. 光と風のロンド（山崎和佳奈）
  29. デビューな季節（鳥山あかね）
  30. PUN! PUN! PUN! ～噂のマイケル～（緑川光）
  31. Only Lonely Girl（小山裕香）
  32. 終わらない夏へ（松平直子）
  33. 夜明けのエチュード（市川揚子）

## 台湾ドラマ版
2001年、台湾・中華電視公司で制作された台湾ドラマ。原題は『橘子醤男孩』。

### キャスト
| 日本版役名           | 台湾版役名 | 俳優名                           |
| -------------------- | ---------- | -------------------------------- |
| 小石川光希           | 小石川光希 | 黄湘怡 （ステラ・ホァン）        |
| 松浦遊               | 松浦遊     | 朱孝天 （ケン・チュウ、F4）      |
| 須王銀太             | 須王銀太   | 高浩鈞 （ショーン・ガウ） 林立雯 |
| 秋月茗子             | 秋月茗子   | 林立雯 （リン・リーウェン）      |
| 鈴木亜梨実           | 鈴木亞梨實 | 林利霏 （ジンナ・リン）          |
| 六反田務             | 六反田務   | 郭世倫 （グオ・シーリン）        |
| 三輪悟史             | 三輪悟史   |                                  |
| 佐久間すず           |            |                                  |
| 土屋蛍               |            |                                  |
| 小石川仁             | 小石川仁   | 曾國城 （ツェン・グオチェン）    |
| 松浦（小石川）留美   | 小石川留美 | 郭靜純 （クオ・チンチョン）      |
| 松浦要士             | 松浦要士   | 湯志偉 （トン・チーウェイ）      |
| 小石川（松浦）千弥子 | 松浦千彌子 |                                  |
| 名村慎一             | 小名老師   | 呉中天 （マット・ウー）          |

### 主題歌
オープニングテーマ - 『温室的花』
歌 - 黃湘怡
エンディングテーマ - 『我好想』
歌 - 張信哲

### ソフトウェア

#### DVD
販売元はジェネオンエンタテインメント
- 『ママレード・ボーイ プレミアムDVD-BOX』（2008年8月22日）

## 実写映画
2018年4月27日に公開された。配給はワーナー・ブラザース映画。

### キャスト（実写映画）
- 小石川光希 - 桜井日奈子
- 松浦遊 - 吉沢亮
- 須王銀太 - 佐藤大樹（EXILE / FANTASTICS）
- 小石川仁 - 筒井道隆
- 松浦要士 - 谷原章介
- 小石川留美 - 檀れい
- 松浦千弥子 - 中山美穂
- 秋月茗子 - 優希美青[33]
- 三輪悟史 - 藤原季節
- 遠藤香奈 - えのきさりな
- 鈴木亜梨実 - 遠藤新菜
- 名村慎一 - 竹財輝之助
- 三輪由充 - 寺脇康文

上記のほか、製作委員会に参加している読売テレビから同局アナウンサーの山本隆弥がエキストラで出演している。

### スタッフ（実写映画）
- 原作 - 吉住渉『ママレード・ボーイ』（集英社文庫〈コミック版〉）
- 監督 - 廣木隆一
- 脚本 - 浅野妙子、廣木隆一
- 音楽 - 世武裕子
- 主題歌 - GReeeeN「恋」（ユニバーサル ミュージック）
- 製作 - 高橋雅美、今村司、井上肇、木下暢起、谷和男、山本浩、髙橋誠、鷲尾天、本田晋一郎
- エグゼクティブプロデューサー - 小岩井宏悦、伊藤響
- プロデューサー - 松橋真三、北島直明、里吉優也
- アソシエイトプロデューサー - 平野宏治
- 音楽プロデューサー - 安井輝
- ラインプロデューサー - 原田文宏
- 撮影 - 鍋島淳裕（J.S.C.）
- 照明 - かげつよし
- 録音 - 深田晃
- 美術 - 丸尾知行
- 装飾 - 吉村昌悟
- 編集 - 野本稔
- VFX - 外塚勇己
- 衣裳 - 高橋さやか
- ヘアメイク - 永江三千子
- スプリクター - 菅谷雪乃
- 助監督 - 水野貴之
- 制作担当 - 小沼秀剛
- 制作プロダクション - プラスディー
- 配給 - ワーナー・ブラザース映画
- 製作幹事 - ワーナー・ブラザース映画、日本テレビ放送網
- 製作 - 映画「ママレード・ボーイ」製作委員会（ワーナー・ブラザース映画、日本テレビ放送網、パルコ、集英社、読売テレビ放送、博報堂、KDDI、東映アニメーション、プラスディー、札幌テレビ放送、宮城テレビ放送、静岡第一テレビ、中京テレビ放送、広島テレビ放送、福岡放送）